# 30048 Sreyasmisra
30048 Sreyasmisra è un asteroide della fascia principale. Scoperto nel 2000, presenta un'orbita caratterizzata da un semiasse maggiore pari a 2,4057491 UA e da un'eccentricità di 0,1647593, inclinata di 2,02616° rispetto all'eclittica.